# San Antonio Huista (kommunhuvudort i Guatemala)
San Antonio Huista är en kommunhuvudort i Guatemala.   Den ligger i departementet Departamento de Huehuetenango, i den västra delen av landet, 180 km nordväst om huvudstaden Guatemala City. San Antonio Huista ligger 1 244 meter över havet och antalet invånare är 5 669.
Terrängen runt San Antonio Huista är varierad. Runt San Antonio Huista är det ganska tätbefolkat, med 155 invånare per kvadratkilometer. Närmaste större samhälle är Jacaltenango, 4,5 km öster om San Antonio Huista. I omgivningarna runt San Antonio Huista växer huvudsakligen savannskog.